# Plafonnière

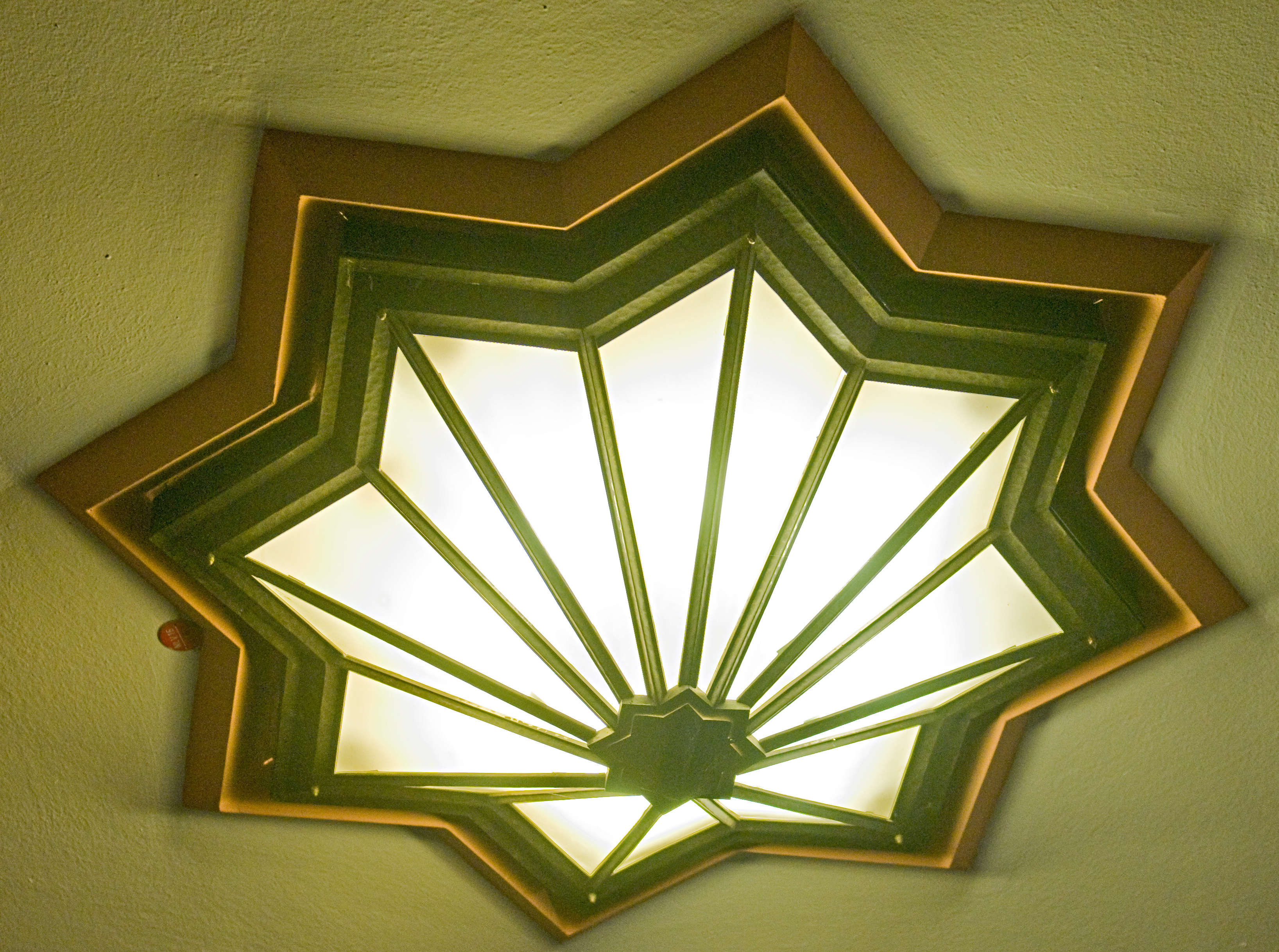
Sierlijke, achtpuntige plafonnière

Een plafonnière of plafondlamp is een vaak vlakke lamp die door middel van een korte voet bevestigd zit aan het plafond en waarbij de centraaldoos verborgen ligt in het plafond. Dergelijke lampen trof men vroeger voornamelijk aan in toiletten en badkamers, maar ze worden ook steeds meer in bijvoorbeeld woonkamers toegepast.